# Niagan
Niagan (ru. Нягань) este un oraș din Hantia-Mansia, Federația Rusă și are o populație de 52.610 locuitori.

## Personalități
- Maria Șarapova (n. 1987 jucătoare de tenis)